# Гиганти
Гигантите (на старогръцки: Γίγαντες, Gigas, Gigantes) в древногръцката митология са същества, които са родени от кръвта на ранения Уран, след като е бил кастриран от Кронос. Според друга версия, Гея ги родила от Уран, след като титаните били хвърлени от Зевс в Тартар.
Гигантите нападнали боговете на Олимп (т.нар. гигантомахия), за да вземат властта им. Опитвали се да ги достигнат, като струпали една върху друга две планини. Гея им дала средство, което ги прави неуязвими за боговете. След като боговете не могли да се справят с тях, на помощ им се притекъл Херкулес. С негова помощ гигантите били отблъснати. За разлика от титаните гигантите били смъртни, поради което и в гигантомахията били унищожени.
Гигантите били огромни същества — с голяма сила и страшен вид. Представлявали космати чудовища със змии вместо крака. Имали гъсти коси и рошави бради. Всеки гигант бил създаден с точно определена цел. Можело да бъдат победени само със съвместните усилия на бог и герой (полубог).
Гигантите са около 150 на брой. По-известните са Агрий, Антей, Алкионей, Енкелад, Гратион, Хиполит, Клитий, Мимант, Палант, Порфирион, Еврит, Ефиалт, Тоон, Полибот, Антей, Орион, Перибоя, Дамасин,[източник? (Поискан днес)] Отис, Кебрион, Колофон, Аск, Афон, Ехион, Алпос, Гоплодам, Милин, Рек, Пелор, Офион, Теомис, Фурий, Феодамант, Стероп, Сарпедон, Тифон(младши), Емфит, Аргус, Евримедонт, Дамис, Кей, Абес, Мофий, Менефриар, Елент, Етракоридон, Йений, Панкратий, Теодам, Хипербий, Леон, Хтоний, Агастин, Сикий, Асий, Молиос, Олимпт, Мимон, Иапет, Фотос, Астерий, Евриал, Полидор и др.